# Johann Gottlieb Herrmann
Johann Gottlieb Herrmann (* 10. März 1813 in Neuenstadt am Kocher; † 9. September 1882 in Stuttgart) war württembergischer Oberamtsaktuar und Oberamtmann.
Johann Gottlieb Herrmann besuchte bis zum 14. Lebensjahr die Lateinschule in Neuenstadt. Von 1828 bis 1836 erlernte er die Schreiberei beim Stadtschultheißenamt und Verwaltungsaktuariat Möckmühl, nach der Lehre war er Gehilfe bei den Stadtschultheißenämtern Gaildorf und Brackenheim. 1836 legte er die niedere, 1838 die höhere Dienstprüfung ab.
Von 1836 bis 1837 arbeitete er als Revisionsassistent beim Oberamt Brackenheim und von 1837 bis 1838 beim Oberamtsgericht Heilbronn. Von 1838 bis 1840 war er Oberamtsaktuar in Spaichingen, von 1839 bis 1840 Königlich Fürstlich Taxis’scher Bezirksamtsaktuar in Scheer (im Oberamt Saulgau), von 1840 bis 1849 Oberamtsaktuar beim Oberamt Rottweil und von 1849 bis 1851 Kanzleihilfsarbeiter, später Kanzleiassistent bei der Regierung des Schwarzwaldkreises in Reutlingen. Von 1851 bis 1854 war er Revisor der Ablösungskommission und von 1854 bis 1855 provisorischer Oberamtmann beim Oberamt Nürtingen. Im September 1855 erfolgte seine Dienstenthebung nach mehreren anonymen Denunziationen sowie Beschuldigungen durch den Nürtinger Kirchenkonvent, er wurde als Revisor wieder zur Ablösungskommission versetzt. Von 1862 bis 1882 arbeitete er dann als Revisor in der Abteilung für das Staatsstraßen- und Wasserbauwesen. Daneben war er ab 1866 Expeditor der Landesgestütskommission.